# Mezivládní panel pro změnu klimatu
Mezivládní panel pro změnu klimatu někdy i Mezivládní panel pro změny klimatu (zkratka IPCC, zkratka z anglického Intergovernmental Panel on Climate Change) je vědecký mezivládní orgán, který byl založen v roce 1988 k vyhodnocování rizik změny klimatu dvěma organizacemi OSN – Světovou meteorologickou organizací (WMO) a Programem OSN pro životní prostředí (UNEP), později byl potvrzen Valným shromážděním OSN. Členství je otevřeno všem členským státům WMO a OSN; v roce 2021 mělo IPCC 195 členských zemí. Předsedou IPCC je od října 2015 jihokorejský ekonom Hoesung Lee.
Posláním IPCC je poskytovat komplexní vědecké posouzení současných vědeckých, technických a sociálně-ekonomických informací z celého světa o nebezpečí klimatických změn způsobených lidskou činností, o jejich potenciálních environmentálních a sociálně-ekonomických důsledcích a o možnostech přizpůsobení se těmto důsledkům nebo o možnostech zmírnění jejich účinků.
IPCC neprovádí původní výzkum ani přímo nesleduje změny klimatu, ale provádí systematický přehled veškeré relevantní publikované vědecké literatury s cílem poskytnout komplexní aktualizované informace o změnách klimatu, jejich účincích a možných strategiích. Tisíce vědců a dalších odborníků přispívá (na dobrovolné bázi, aniž by je IPCC platila) autorstvím a recenzemi ke vzniku jednotlivých zpráv, které jsou poté recenzovány zástupci vlád členských zemí IPCC. V případě „Shrnutí pro politické představitele“ je výsledný text schvalován řádek po řádku konsenzem všech přítomných zástupců členských zemí, kterých bývá pravidelně více než 120. V letech 2021 a 2022 vychází již Šestá hodnotící zpráva.
Činnost IPCC spočívá v publikování speciálních zpráv pro implementaci Rámcové úmluvy OSN o změně klimatu, což je mezinárodní dohoda, která uznává možnost nepříznivého dopadu klimatických změn. Rámcová úmluva OSN nakonec vedla k přijetí Kjótského protokolu. IPCC zakládá své posouzení hlavně na přezkoumané a publikované vědecké literatuře.
IPCC představuje mezinárodně uznávanou autoritu v oblasti klimatických změn, vytváří zprávy, které jsou dohodou předních klimatologů a konsensu zúčastněných vlád. To poskytuje směrodatné politické poradenství s dalekosáhlými důsledky pro ekonomiku a životní styl. Vlády pomalu realizují tyto rady. V prosinci 2007 získal IPCC v Oslu za svou práci Nobelovu cenu za mír, spolu s bývalým viceprezidentem Spojených států amerických Al Gorem.
V srpnu 2021 zveřejnila první pracovní skupina svůj příspěvek pro Šestou hodnotící zprávu, Fyzikální vědecké základy změny klimatu. Deník Guardian zprávu popsal jako „dosud nejostřejší varování“ před „velkými nevyhnutelnými a nezvratnými změnami klimatu“, tento názor se opakoval v mnoha médiích po celém světě.

## Cíle
IPCC poskytuje na základě příslušných rozhodnutí Výkonné rady Světové meteorologické organizace a Řídící rady UNEP podporu procesu Rámcové úmluvy OSN o změně klimatu. Cílem IPCC je poskytovat vědecké informace, které se týkají:
- Člověkem vyvolané klimatické změny
- Dopadů člověkem vyvolané klimatické změny
- Možnosti adaptace na globální oteplování (přizpůsobení) a zmírňování změny klimatu (mitigace)

## Organizační struktura
Předsedou IPCC byl Rajendra K. Pachauri, který v květnu 2002 vystřídal na této pozici Roberta Watsona. Roku 2015 odstoupil pro sexuální skandál a vystřídal ho Hoesung Lee. S předsedou se podílí na vedení volený výbor včetně místopředsedů, vedoucí jednotlivých pracovních skupin a sekretariát.
Panel IPCC se skládá ze zástupců vlád jednotlivých členských zemí a organizací. Plenární zasedání IPCC a pracovních skupin IPCC probíhají na úrovni vládních představitelů. Nevládní a mezivládní organizace se mohou účastnit jako pozorovatelé. Zasedání výboru IPCC, semináře, setkání expertů a hlavních autorů jsou pouze na pozvání.
Od roku 1993 byl zástupcem ČR v IPCC Jan Pretel z ČHMÚ. V roce 2009 byl odvolán a nahradil ho Ladislav Metelka. Od dubna 2014 je zástupcem ČR v IPCC Radim Tolasz z ČHMÚ.

### Struktura IPCC[2]
- Panel IPCC: setkává se na plenárních zasedáních jednou ročně a kontroluje organizační strukturu, procedury a pracovní program. Panel IPCC je právnickou osobou
- Předseda: Volený panelem
- Sekretariát: Dohlíží a řídí veškeré aktivity IPCC s podporou UNEP a WMO
- Výbor: Volený panelem. Řídí ho předseda. Má 30 členů včetně místopředsedů, spolupředsedů pracovních skupin a speciální pracovní skupiny
- Pracovní skupiny: Každá má dva spolupředsedy, jeden je z rozvinutých zemí a druhý z rozvojových zemí. Skupina má jednotku technické podpory
  - První pracovní skupina (WG I) se zabývá fyzikálními základy změny klimatu a její poslední dílčí zpráva byla publikována v srpnu 2021. Popisuje aktuální stav vědeckého poznání příčin změn klimatu, pozorovaných změn klimatu, klimatických procesů a předpokládaných budoucích změn klimatu.[18]
  - Druhá pracovní skupina (WG II) se zabývá dopady změn klimatu, adaptací a zranitelností. Její zatím poslední dílčí zpráva byla publikována 31. března 2014 v Jokohamě.[19]
  - Třetí pracovní skupina (WG III) se zabývá zmírněním dopadů změny klimatu (mitigace). Její doposud poslední dílčí zpráva byla publikována v 13. dubna 2014 v Berlíně a shrnuje stav poznání v oblasti technologických, environmentálních, ekonomických a sociálních aspektů zmírnění dopadu změn klimatu.[20]
  - Pracovní skupina (Task Force) pro národní inventury skleníkových plynů

IPCC je financována z UNEP a WMO a dále pak dobrovolnými příspěvky jednotlivých vlád. Sekretariát sídlí ve WMO v Ženevě.

## Hodnotící zprávy
IPCC připravuje v pravidelných cca šestiletých intervalech Hodnotící zprávy, které shrnují nejnovější poznatky z klimatologie. Kromě toho připravuje také další specializované zprávy ke konkrétním problémům.
Hodnotící zprávy tvoří podrobný výtah a posouzení recenzované a publikované vědecké literatury, která se zabývá změnami klimatu. Nejedná se tedy o samostatný výzkum.
Výjimečnost Hodnotících zpráv IPCC oproti jiným textům věnovaným klimatické změně spočívá v tom, že je výsledkem spolupráce předních světových klimatologů s vládními experty (zástupci jednotlivých zemí), a poskytuje tak informace, jež jsou z vědeckého hlediska správné a zároveň jsou srozumitelné politikům, kteří potom mohou na jejich základě dělat zásadní rozhodnutí.
Přípravě Hodnotící zprávy vždy předchází vědecký výzkum zaměřený na oblast klimatické změny, který probíhá v mnoha zemích světa. Zároveň s tím dochází také k jeho přezkoumávání a ověřování. Teprve ověřené výsledky jsou pak základem pro Hodnotící zprávu IPCC.
První Hodnotící zpráva IPCC byla publikována v roce 1990. Každá z hodnotících zpráv se skládá ze tří částí, které odpovídají jednotlivým pracovním skupinám panelu.

### Fáze vzniku jednotlivých zpráv
1. Osnovu připraví experti delegovaní členskými státy (panel IPCC). Panel se na ní musí shodnout, přičemž má také možnost navrhovat doplnění a úpravy.
2. Po schválení osnovy následuje proces výběru autorů, kteří budou zprávu psát – jména autorů předkládá oficiální zástupce každé země (při přípravě Šesté zprávy byli za ČR nominováni tři experti z českých výzkumných institucí). Z celkového počtu navržených pak vedení IPCC vybere podle přísných kritérií přibližně desetinu, která se bude na sestavení Hodnotící zprávy podílet.
3. Odborníky je připraven návrh textu a následuje první a druhé kolo připomínkového řízení se zapracováním odborných připomínek.[23]
4. Je vytvořena druhá verze textu a opět proběhne zapracování odborných připomínek.
5. Vzniká finální znění zprávy a spolu s ním Shrnutí pro politické představitele. Teprve (a pouze) v této části vstupují do připomínkového řízení také úředníci a politici, kteří mají možnost Shrnutí rovněž posoudit a dát k němu zpětnou vazbu.
6. Konečné znění zprávy a Shrnutí je poté předloženo panelu ke schválení.[21]

Připomínky recenzentů jsou v veřejně přístupných archivech uloženy po dobu 5 let.
Existuje několik typů potvrzení, které dokumenty obdrží:
- Schválení. Materiál byl podroben detailnímu schvalování, ve kterém je diskutován a schvalován řádek po řádku.
  - Shrnutí jednotlivých Pracovních skupin jsou takto schvalovány Pracovními skupinami.
  - Shrnutí pro politické představitele je takto schvalováno na zasedání Panelu IPCC.
- Přijetí. Zpráva je schvalována po sekcích (ne řádek po řádku).
  - Panel IPCC přijímá souhrnné kapitoly metodologických zpráv.
  - Panel IPCC přijímá Souhrnnou zprávu IPCC.
- Souhlas. Nejsou schvalovány řádek po řádku, ale příslušný orgán odsouhlasuje, že představují komplexní, objektivní a vyvážený pohled na předmět.
  - Pracovní skupiny odsouhlasují své zprávy.
  - Panel IPCC odsouhlasuje zprávy speciální pracovní skupiny (Task Force).
  - Shrnutí pracovních skupin pro politické představitele jsou nejprve schvalovány pracovními skupinami a poté odsouhlasovány Panelem IPCC.

Procedury IPCC byly různými způsoby kritizovány. Některé připomínky byly přínosné zatímco jiné byly pouze kritické. Některé komentáře navrhovaly změny procedur IPCC.

### Autoři
Každá kapitola má větší množství autorů, kteří jsou odpovědní za sepsání a editaci materiálu. Každá kapitola má typicky dva „koordinující hlavní autory“, deset až patnáct „vedoucích autorů“ a větší množství „přispívajících autorů“. Koordinující hlavní autoři jsou zodpovědní za sestavení příspěvků ostatních autorů, zajišťují, že tyto příspěvky splňují stylistické a formátovací požadavky. Podávají zprávy o postupu prací vedení Pracovní skupiny. Vedoucí autoři jsou zodpovědní jednotlivé sekce kapitol. Přispívající autoři připravují text, grafy a další data pro vedoucí autory.
Autoři pro zprávy IPCC jsou vybráni ze seznamu výzkumníků, který připravují vlády členský zemí, zúčastněné organizace, řídící výbory jednotlivých pracovních skupin, jakož i další odborníci, známí na základě jejich publikační činnosti. Výběr autorů by měl zahrnout celou řadu názorů, odborných znalostí a zeměpisného zastoupení, musí být zajištěno zastoupení odborníků z rozvojových i rozvinutých zemí a ze zemí s transformující se ekonomikou.

## Jednotlivé hodnotící zprávy
Klíčovými výsledky práce IPCC jsou komplexní tzv. hodnotící zprávy, které panel publikuje vždy s odstupem několika let, a každá zpráva se skládá ze tří částí, které odpovídají jednotlivým pracovním skupinám panelu

### První hodnotící zpráva (FAR)
První hodnotící zpráva (FAR) byla publikována v roce 1990 a posloužila jako podklad pro vznik Rámcové úmluvy OSN o změně klimatu. Doplněk první zprávy byl publikován v roce 1992.

### Druhá hodnotící zpráva (SAR)
Druhá hodnotící zpráva (SAR) byla zveřejněna v roce 1995.

### Třetí hodnotící zpráva (TAR)
Třetí hodnotící zpráva (TAR) byla publikována v roce 2001.

### Čtvrtá hodnotící zpráva (AR4)
Čtvrtá hodnotící zpráva (AR4) pochází z roku 2007.

### Pátá hodnotící zpráva (AR5)
Pátá hodnotící zpráva byla publikována postupně v letech 2013 až 2014.
- První část (Fyzikální základy) zveřejnil panel 27. září 2013 ve Stockholmu. Obsahuje důkladné fyzikální zdůvodnění klimatických změn a uvádí, že s 95% jistotou je dominantní příčinou změny klimatu lidská činnost. Plný text zprávy byl zveřejněn 30. ledna 2014 a má více než 1550 stran.[27] Český překlad Shrnutí pro politiky je k dispozici na stránkách ČHMÚ.
- Druhou část (Dopady, adaptace a zranitelnost) zveřejnil panel 31. března 2014 v Jokohamě. Zpráva konstatuje, že pozorované dopady změny klimatu jsou v přírodních a antropogenních systémech rozšířené na všech kontinentech a oceánech. Český překlad Shrnutí pro politiky je k dispozici na stránkách ČHMÚ.
- Třetí část (Mitigace) zveřejnil panel 13. dubna 2014 v Berlíně. Zpráva uvádí, že mitigace jsou obecným problémem pro všechny a je tedy nutná mezinárodní spolupráce a sdílení nákladů i přínosů. Ekonomické ohodnocení mitigací je (musí být) jejich nutnou součástí, přičemž se porovnávají aktuální náklady s budoucími přínosy. Český překlad Shrnutí pro politiky je k dispozici na stránkách ČHMÚ.
- Souhrnnou zprávu zveřejnil panel 2. listopadu 2014 v Kodani.

### Šestá hodnotící zpráva (AR6)
Šestá hodnotící zpráva začala být publikovaná v srpnu 2021 (1. část – Fyzikální základy) a měla by být postupně zveřejňovaná do roku 2022.

### Speciální zprávy
Kromě hodnoticích zpráv vydává IPCC také speciální zprávy k různým konkrétním problémům.
- Zvláštní zpráva o emisních scénářích (SRES) byla publikována v roce 2000.
- Zvláštní zpráva o obnovitelných zdrojích energie a o opatřeních proti globálnímu oteplování (SRREN) byla publikována v roce 2011.
- Zvláštní zpráva o zvládání rizika extrémních klimatických projevů a katastrof pro přizpůsobování se klimatickým změnám (SREX) byla též publikována v roce 2011.

#### Zvláštní zpráva ke globálnímu oteplení o 1,5°C (SR15)
Zpráva byla vydána dne 8. října 2018 a je zaměřena na dopady oteplení o více než 1,5 °C a na scénáře snižování emisí skleníkových plynů, které budou směřovat ke splnění cíle 1,5 °C z Pařížské dohody. Zpráva byla předložena na 48. zasedání Mezivládního panelu pro změnu klimatu (IPCC) jako „autoritativní, vědecká příručka pro vlády“, která se bude zabývat změnou klimatu. Závěry zprávy uvádějí, že je třeba podniknout v krátkém časovém úseku drastické kroky, aby se zabránilo závažným důsledkům změny klimatu.

#### Zvláštní zpráva o změně klimatu, krajině a půdě (SRCCL)
Dne 8. srpna 2019 byl publikována „Zvláštní zpráva o změně klimatu a krajině“ (SRCCL) s úplným názvem „Zvláštní zpráva o změně klimatu, dezertifikaci, degradaci půdy, udržitelném hospodaření s půdou, zabezpečení potravin a toky skleníkových plynů v suchozemských ekosystémech“. Zpráva se skládá ze sedmi kapitol, 1 – Rámování a kontext, 2 – Vztahy mezi krajinou a klimatem, 3 – Desertifikace, 4 – Degradace půd, 5 – Bezpečnost potravin, 6 – Souvislosti mezi dezertifikací, degradací půdy, bezpečností potravin a toky skleníkových plynů: synergie, kompromisy a možnosti integrovaných reakcí a 7 – Management rizik a rozhodovací procesy ve vztahu k udržitelnému rozvoji.

#### Zvláštní zpráva o oceánech a kryosféře v měnícím se klimatu (SROCC)
Zpráva byla vydána v rámci 51. zasedání IPCC (IPCC-51) v září 2019 v Monaku. Souhrn SROCC pro tvůrce politik (SPM) byl schválen 25. září 2019. Zpráva má 1 300 stránek, podílelo se na ní 104 autorů a redaktorů zastupujících 36 zemí se odvolává se na 6 981 publikací.

### Metodologické zprávy
- Zásady IPCC pro národní inventury skleníkových plynů – byly vydány v roce 1996

## Nobelova cena míru
V prosinci 2007 dostal IPCC Nobelovu cenu míru za "úsilí vybudovat a šířit hlubší poznání člověkem způsobené změny klimatu, a položení základů pro opatření, které jsou potřebné k vyrovnání se s takovou změnou". Spolu s IPCC dostal v roce 2007 cenu také bývalý americký viceprezident Al Gore za jeho práci na problému klimatické změny a za dokument Nepříjemná pravda.

## Podpora a kritika IPCC
IPCC byla kritizována jak za specifický obsah jednotlivých zpráv, tak i za procedury při přípravách těchto zpráv. Většina vědeckých expertů pokládá připomínky k obsahu za nepodstatné. To vyjádřilo také 250 amerických vědců ve svém otevřeném dopise americké vládě v roce 2010, kde přímo říkají „žádné z pár chybných tvrzení (mezi stovkami a stovkami nezpochybnitelných) nevede k zpochybnění závěrů, že oteplení klimatického systému je jednoznačné a že velmi pravděpodobně je většina pozorovaného vzestupu teplot od poloviny 20. století způsobena antropogenním zvýšením skleníkových plynů.“
V roce 2010 vypracoval InterAcademy Council nezávislý audit IPCC, který vzal v úvahy jak připomínky expertů, tak i běžných občanů. Audit konstatoval rostoucí komplexnost a intenzitu veřejné debaty a doporučil některé reformy struktury IPCC k posílení rozhodovacích procesů, zvýšení transparentnosti a k pokrytí plného rozsahu vědeckých pohledů. Také navrhl další procedurální zlepšení k minimalizaci chyb do budoucna. IPCC postupně implementuje tato doporučení.

### Podpora
Řada vědeckých institucí oficiálně podporuje a souhlasí se závěry IPCC.
- Společné prohlášení akademií věd z roku 2001: "Práce Mezivládního panelu pro změnu klimatu reprezentuje konsenzus mezinárodní vědecké komunity v oblasti klimatické vědy. Vidíme IPCC jako celosvětově nejspolehlivější zdroj informací o klimatické změně a jejích příčinách a podporujeme způsob, jakým ke konsenzu dochází.“[38]
- Kanadská nadace pro klima a atmosféru:[39] "Souhlasíme se zhodnocením klimatické vědy Mezivládním panel pro klimatickou změnu z roku 2011... Podporujeme závěry zprávy IPCC...“[40]
- Kanadská meteorologická a oceánografická společnost:[41] "CMOS podporuje proces pravidelného hodnocení klimatické vědy, které IPCC provádí, a podporuje závěry Třetí hodnotící zprávy, podle které množství důkazů nasvědčuje tomu, že vliv lidstva na globální klima je znatelný."[42]
- Evropská geovědní unie:[43] "Mezivládní panel pro změnu klimatu...je hlavním reprezentantem globální vědecké komunity....Třetí hodnotící zpráva IPCC...představuje současný stav poznání klimatické vědy podporovaný většinou akademií věd z celého světa a širokou většinou vědeckých pracovníků a badatelů, jak je vidno z recenzované vědecké literatury".[44]
- Mezinárodní rada pro vědu:[45] "Čtvrtá hodnotící zprávy IPCC reprezentuje nejucelenější mezinárodní vědecké hodnocení, která kdy vůbec bylo vykonáno. Zpráva reflektuje současné kolektivní vědění o klimatickém systému, jeho vývoj do dnešní doby a jeho předpokládaný vývoj do budoucna".[46]
- Národní agentura pro oceán a atmosféru[47] (USA). "Mezinárodně vzato je Mezivládní panel pro změnu klimatu...nejvýše postaveným a vedoucím tělesem s poradní funkcí pro globální politické lídry."[48]
- Národní vědecká rada USA:[49] "Závěry IPCC, podle kterých je většina za posledních 50 let pozorovaného oteplení způsobena zvýšením koncentrací skleníkových plynů, adekvátně reflektují současné poznání vědecké komunity v této oblasti.".[50]
- Síť afrických akademií věd . "Měli bychom pogratulovat IPCC za to, jakým způsobem přispěl k širokému porozumění souvislostí mezi energetikou, klimatem a udržitelností."[51]
- Královská meteorologická společnost[52] po zveřejnění Čtvrté hodnotící zprávy označila IPCC za "nejlepší klimatické vědce světa."[53]
- Komise Geologické společnosti v Londýně:[54] "Nejvíce směrodatné zhodnocení klimatické změny v blízké budoucnosti je publikováno Mezivládním panelem pro změnu klimatu."[53]

### Kritika
- Ledovce v Himálaji: V prosinci 2009 byla zjištěno pochybení na straně 938 zprávy pracovní skupiny II IPCC z roku 2007[55]. Rok, do kdy mají podle odhadů roztát ledovce v Himálaji, není 2035, jak bylo mylně uvedeno.

Glaciers in the Himalaya are receding faster than in any other part of the world (see Table 10.9) and, if the present rate continues, the likelihood of them disappearing by the year 2035 and perhaps sooner is very high if the Earth keeps warming at the current rate. Its total area will likely shrink from the present 500,000 to 100,000 km2 by the year 2035 (WWF, 2005).
I když je z druhé části odstavce jasné, že jde o chybu, přesto to byl důvod ke zpochybňování celé zprávy. IPCC vydal k chybě v roce 2010 tiskovou zprávu Ke kritice se vyjádřil též Rajendra Pachauri.
- Emisivita: Hartwig Holz tvrdí ve své prezentaci, že slovo "emisivita" se nevyskytuje nikde v Třetí hodnotící zprávě IPCC a tudíž nemůže jít o vědecký konsenzus.[59] Pátá hodnotící zpráva zmiňuje emisivitu na více místech.[60]
- NIPCC: Nevládní mezinárodní panel pro klimatické změny (NIPCC) je mezinárodní uskupení vědců[61], kteří jsou spojení s think tank organizací Heartland Institute[62] a s organizací Science and Environmental Policy Project, který popírá vliv člověka na změnu klimatu a která je (podle ExxonSecrets – projektu Greenpeace) financována ropným koncernem Exxxon.[63] Pozadí vzniku a aktivit NIPCC objasňuje také web SkepticalScience.[64]
- Hokejkový graf: Republikánští zástupci amerického Kongresu pověřili Edwarda Wegmana, aby sestavil tým statistiků, který by přezkoumal tzv. hokejkový graf Michaela Manna et al. Podle Wegmanova týmu došlo při sestavování grafu k několika statistickým pochybením, jejich význam pro výslednou podobu grafu je ale malý. Samotná práce Wegmanova týmu však byla kritizována.[65]
- dr. Chris Landsea, odborník na hurikány, pracoval pro IPCC. V roce 2005 rezignoval na protest proti výrokům zástupců IPCC o zvyšující se četnosti hurikánů, což – podle Landsea – je tvrzení nepodložené důkazy.[66]
- dr. Vincent Gray, dlouholetý expert IPCC, říká, že byl frustrován tím, jak IPCC ignoruje jeho připomínky a námitky. "Od samého začátku mi házeli klacky pod nohy. Závažné námitky často zůstávaly bez odpovědi. Připomínky k textům IPCC byly zamítány bez vysvětlení. Snahy dořešit námitky narážely na neviditelnou zeď.“[67]
- Prezident světové federace vědců, dr. Antonio Zichichi v roce 2007 podepsal otevřený dopis 100 vědců adresovaný generálnímu tajemníkovi OSN. V dopise se mimo jiné píše: „Souhrny IPCC pro politiky připravuje relativně malý tým a závěrečné verze schvalují zástupci vlád. Většina vědeckých autorů a recenzentů a desítky tisíc dalších odborníků se přípravy těchto dokumentů neúčastní. Nemohou tedy správně odrážet konsensus mezi odbornou veřejností.“[68] Nutno dodat, že vědecké práce Antonia Zichichi jsou samy cílem kritiky jiných vědců. Webové stránky "Světové federace vědců"[69] neukazují, že by tato organizace vyvíjela v oblasti klimatologie jakékoliv aktivity.[70][71]
- Ačkoliv Speciální zpráva IPCC SR15[72] vychází z 6000 různých vědeckých prací, tak se někteří (například Ross McKitrick z Global Warming Policy Foundation kam patří například i Henrik Svensmark) snaží práci zdiskreditovat tím, že se opírá o zdiskreditovanou práci (Marcott et al. citovaná v Chapter 1 Framing and Context) a ještě k tomu špatným způsobem (proti záměru autorů) a snaží se tvrdit, že je to spíše politická zpráva a nikoli vědecká.[73] Ve skutečnosti politická je pouze úvodní část Zprávy SR15, která také je politikům určena.[74] Bjorn Lomborg poukazuje, že zpráva ignoruje ekonomickou stránku věci.[75][76] Donald Trump je skeptický.[77]

### Další čtení
- SAMPLE, Ian. Vědci nabídli peníze zpochybnit studii klimatu. Guardian. 2007-02-02. Dostupné online [cit. 2007-07-24].